# Psychoda bisacula
Psychoda bisacula är en tvåvingeart som beskrevs av Quate 1996. Psychoda bisacula ingår i släktet Psychoda och familjen fjärilsmyggor.
Artens utbredningsområde är Costa Rica. Inga underarter finns listade i Catalogue of Life.